# Maurício José da Silveira Júnior
Maurício José da Silveira Júnior (São José dos Campos, Estado de São Paulo, 21 de octubre de 1988), más conocido como Maurício, es un futbolista brasileño. Juega como centrocampista y su equipo es el Internacional de Limeira del Campeonato Brasileño de Serie D.

## Biografía
Empezó a formarse como futbolista en la cantera del Corinthians, hasta que finalmente al empezar el curso 2006-07 fichó por la disciplina del Fluminense FC. Permaneció en el club de su país natal hasta 2009, y, tras haber cosechado cuatro goles en 68 encuentros, se fue traspasado al Terek Grozny ruso. En el club jugó 172 partidos y anotó treinta goles. Su mayor logro en liga fue un octavo puesto en 2013.
El 17 de enero de 2016 se fue en calidad de traspasado al Zenit de San Petersburgo. Sin embargo el 24 de julio del mismo año, por decisión del club y del jugador, quedó con libre, habiendo disputado en una temporada y media 42 partidos y habiendo marcado cuatro goles.
El 31 de agosto de 2017 el PAOK de Salónica F. C. anunció su incorporación para la temporada 2017-18 de la Superliga de Grecia. Tras quedar libre al término de la temporada 2019-20, decidió seguir jugando en el país heleno y en octubre de 2020 firmó por dos años con el Panathinaikos F. C.
En septiembre de 2022, cinco años después de su salida hacia Grecia, regresó al fútbol ruso tras fichar por el F. C. Rodina Moscú. Estuvo la primera parte de la campaña y en enero se incorporó al Portimonense S. C. Allí permaneció doce meses antes de acordar la rescisión de su contrato.
En julio de 2024, tras unos meses sin equipo, fichó por el Athletic Club que militaba en el Campeonato Brasileño de Serie C. Al año siguiente se marchó al Internacional de Limeira para competir en el Campeonato Paulista.

## Clubes
| Club                     | País     | Año       | Partidos | Goles |
| ------------------------ | -------- | --------- | -------- | ----- |
| Fluminense F. C.         | Brasil   | 2007-2009 | 87       | 4     |
| Terek Grozny             | Rusia    | 2010-2015 | 172      | 28    |
| F. C. Zenit              | Rusia    | 2016-2017 | 42       | 4     |
| PAOK de Salónica F. C.   | Grecia   | 2017-2020 | 92       | 9     |
| Panathinaikos F. C.      | Grecia   | 2020-2022 | 56       | 7     |
| F. C. Rodina Moscú       | Rusia    | 2022-2023 | 9        | 0     |
| Portimonense S. C.       | Portugal | 2023-2024 | 25       | 3     |
| Athletic Club            | Brasil   | 2024      | 5        | 0     |
| Internacional de Limeira | Brasil   | 2025-     |          |       |

## Palmarés

### Campeonatos nacionales
| Título              | Club                     | País   | Año  |
| ------------------- | ------------------------ | ------ | ---- |
| Copa de Rusia       | Zenit de San Petersburgo | Rusia  | 2016 |
| Supercopa de Rusia  | Zenit de San Petersburgo | Rusia  | 2017 |
| Copa de Grecia      | PAOK de Salónica F. C.   | Grecia | 2018 |
| Superliga de Grecia | PAOK de Salónica F. C.   | Grecia | 2019 |
| Copa de Grecia      | PAOK de Salónica F. C.   | Grecia | 2019 |
| Copa de Grecia      | Panathinaikos F. C.      | Grecia | 2022 |